# 明日もし君が壊れても
「明日もし君が壊れても」（あしたもしきみがこわれても）は、WANDSの14枚目のシングル。1998年6月10日にB-Gram RECORDSから発売された。

## 概要
第3期WANDSとしては3作目のシングルで、前作からおよそ5ヶ月ぶりのリリースであり、第3期では初、通算でも「寂しさは秋の色」以来となるバラード曲。
表題曲の作詞は、前作に引き続き、ZARDの坂井泉水が担当。また、大野愛果初の作曲作品でもあり、大野本人の話によれば、「七つの海を渡る風のように」（愛内里菜&三枝夕夏）と「笑顔でいようよ」（三枝夕夏 IN db）も同時に作曲したと述べている。
当初発売は1998年5月13日を予定していたが、諸般の事情により、急遽1998年6月10日に変更になった経緯がある。

## 記録
オリコンでは、初登場8位、累計売上は約11万枚を記録(オリコン調べ)。

## 収録曲
| 全編曲: WANDS。 |                                            |           |           |       |
| #               | タイトル                                   | 作詞      | 作曲      | 時間  |
| 1.              | 「明日もし君が壊れても」                   | 坂井泉水  | 大野愛果  | 4:10  |
| 2.              | 「Soldier」                                | 木村真也  | 木村真也  | 4:10  |
| 3.              | 「明日もし君が壊れても」(Original Karaoke) |           |           | 4:16  |
| 合計時間:       | 合計時間:                                  | 合計時間: | 合計時間: | 12:36 |

## 楽曲解説
1. 明日もし君が壊れても
  - テレビ朝日系アニメ『遊☆戯☆王』のエンディングテーマで、アニメでは1番がエンディングとして流された。
  - 楽曲は、壮大なロックバラードとなっており[1]、公式サイトでは、「今までWANDSサウンドを継承しながらも、新しいサウンド・アプローチを打ち出したアレンジが第3期WANDSの特徴とも言える。」と評価している[1]。
  - MVが2パターン存在しており、『BEST OF WANDS VIDEO HISTORY』に収録されているフルクリップと、『NO.』（テレビ朝日系）や『CD NEWS』（千葉テレビ放送）などで放送されたレコーディングスタジオで収録されたショートバージョンの2つである。
  - 2016年、松元治郎2nd LIVEにて初演奏。リリースから約18年の月日を経ての披露となった。原曲の1番はピアノ主体だが、LIVEでは1番をギター主体での演奏とし、またキーを2つ下げてのアレンジとなった。[4]。
  - 2020年10月28日発売のWANDS第5期初のアルバム『BURN THE SECRET』には、同曲の【WANDS第5期 Ver.】が収録され、編曲は柴崎浩が手掛けている。柴崎は第3期のWANDSには在籍していないが、「第3期の楽曲を収録したいという思いがありました」との理由から収録したとのこと。
  - 同曲はWANDSとしての披露はテレビやライブで一度も無かったが、2020年10月31日と11月1日に行われた配信ライブ「WANDS Streaming Live 〜BURN THE SECRET〜」で【WANDS第5期 Ver.】として初披露。2019年にWANDSが再始動して以降、最初に披露された第3期WANDSの楽曲となった。
2. Soldier
  - 前作、前々作のカップリング曲に続いて、木村が作詞・作曲を担当しており、ディストーションの利いたギター主体のロックナンバーとなっている。
  - 発売から14年半の時を経て、和久二郎（現･松元治郎）の初ワンマンライブ「松元治郎 1st LIVE」で、本ライブのために和久自身が一部の歌詞を書き直した"2012 ver"[5]として初披露された[4]。

## 参加ミュージシャン
- 川島だりあ：コーラス

## 収録アルバム
| 楽曲                 | 発売日         | 収録アルバム                          | 備考                                                                     |
| -------------------- | -------------- | ------------------------------------- | ------------------------------------------------------------------------ |
| 明日もし君が壊れても | 1999年10月27日 | AWAKE                                 | 5枚目のオリジナルアルバム。                                              |
| 明日もし君が壊れても | 2000年6月9日   | BEST OF WANDS HISTORY                 | 3枚目のベストアルバム。                                                  |
| 明日もし君が壊れても | 2002年8月25日  | complete of WANDS at the BEING studio | 4枚目のベストアルバム。                                                  |
| 明日もし君が壊れても | 2020年10月28日 | BURN THE SECRET                       | 第5期WANDSでは初となるオリジナルアルバム。「WANDS 第5期Ver」として収録。 |

## カバー
| 曲名                 | アーティスト | 収録作品                                   | 発売日        | 備考                                                                                                |
| -------------------- | ------------ | ------------------------------------------ | ------------- | --------------------------------------------------------------------------------------------------- |
| 明日もし君が壊れても | ZARD         | 『時間の翼』                               | 2001年2月15日 | セルフカバー。                                                                                      |
| 明日もし君が壊れても | 大野愛果     | 『Shadows of Dreams』                      | 2002年1月17日 | セルフカバー。 タイトルは「fall apart again」に変更し、英語バージョンとしてセルフカバーをしている。 |
| 明日もし君が壊れても | ZARD         | 『ZARD Request Best 〜beautiful memory〜』 | 2008年1月23日 | セルフカバー。 葉山たけしの手によってリアレンジされた。                                             |